# 沙里瑶族乡
沙里瑶族乡是中华人民共和国广西壮族自治区百色市凌云县下辖的一个民族乡。

## 行政区划
沙里瑶族乡下辖以下村级行政区划单位：
沙里村、那伏村、浪伏村、果卜村、那坝村、龙化村、弄丁村、八洞村、各楼村、弄圹村、弄谷村和那仰村。